# 屏東水道
22°40′17″N 120°30′13″E / 22.671490°N 120.503552°E

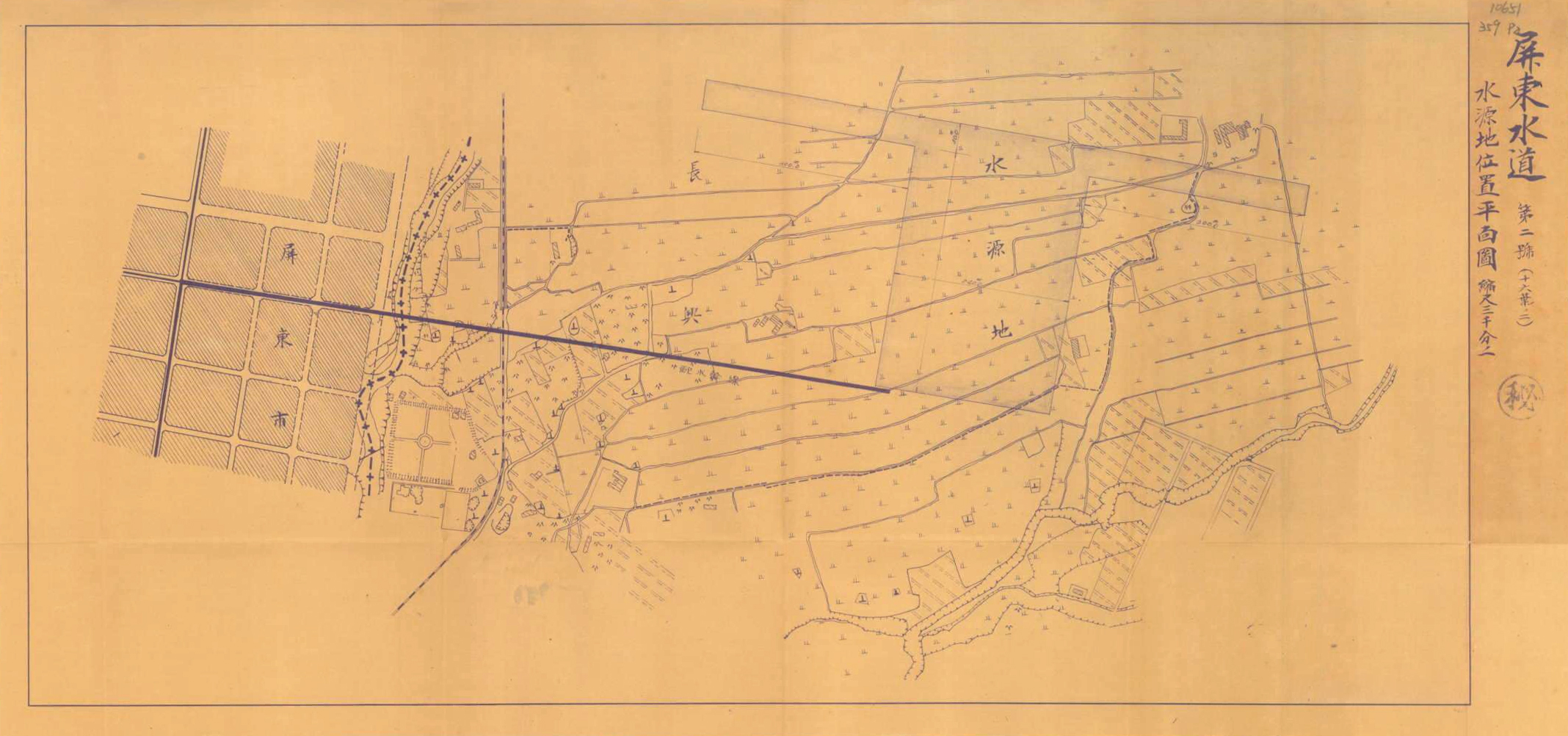
屏東水道水源地位置平面圖

屏東水道為台灣日治時期屏東市的自來水供應設施，現為台灣自來水公司屏東營運所。屏東水道最初為1917年完工的阿緱水道，水源來自高雄水道，通過下淡水溪鐵橋輸水至阿緱市區。隨著屏東市區的發展，後來於1936年在屏東市區東側另設水源地和水道設施，並在1938年完工，與高雄水道分別獨立運作。
屏東市在1939年4月實施町名改正時，將屏東水源地附近命名為清水町。

## 沿革

### 阿緱水道新設

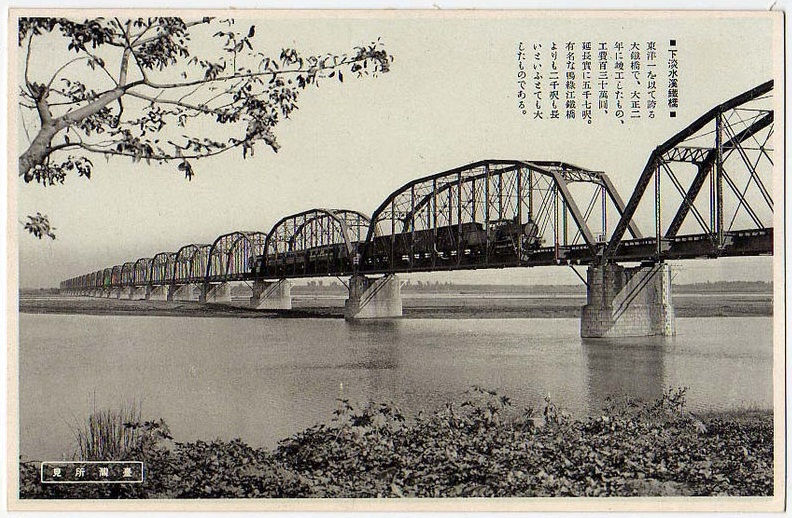
下淡水溪鐵橋

下淡水溪（高屏溪）流域的地區在過去被稱為「水土苦惡之地」，由於用水和衛生條件不佳，不時會流行瘧疾等疾病。當時阿緱街的48個飲用水井中，適合飲用的僅有15個，其他的水井皆含有硝酸、亞硝酸和氨等成分。隨著阿緱市街的人口增加，消化系統有問題的患者和有關的死亡率亦逐年增加。有鑑於如此嚴峻的情況，當局開始了各種調查策畫，阿緱廳長曾在1910年11月和1912年6月向臺灣總督府申請建設阿緱水道，後來以橫跨高屏溪的下淡水溪鐵橋在1913年完工為契機，在1913年7月向議會提出了阿緱給水工事概要和預算並經議會通過，在1914年編列了預算294,000圓建設阿緱水道。
阿緱水道在計畫當時的區域內人口為6,117人，給水計畫人口為15,000人。其水源和淨水設備依賴既成的高雄水道，另設取水設施和送水幹線透過下淡水溪鐵橋南側連到阿緱市區，阿緱市街亦設置了35組公共消防栓。阿緱水道工程在1914年8月18日動工，1916年10月1日開始通水，並在1917年8月25日完工。

### 屏東水道擴張
在阿緱水道完工後，屏東市在之後又設立的多項機關設施如屏東第八飛行聯隊和各學校，成為產業和軍事的重地之一。其人口亦快速增加，屏東市的人口數在1932年超越了阿緱水道的計畫給水人數，加上用水量增加，市中心的水壓亦不時出現過低的情形而造成生活不便，因此在屏東市街附近另設水源地和與高雄水道分離的意見亦開始出現。
新的水源地選在屏東市區東側的長興，在1934年6月首先試鑿水井並測試水質，其地下水質優良且水源豐沛；相較於取水自下淡水溪或其支流的工程，此工程工法較簡單，工程費用較低，對於事後的設備維護亦較有利。屏東水道新建工事在1936年1月申請，同年3月經認可，總工程費555,000圓。計畫當時的給水區域內人口約為24,800人，以人口增加率5%估算，將計畫給水人口設定在45,000人，大概可維持13、14年的使用，而之後的擴建僅需加大水源設施即可。考量屏東位在需水量多熱帶地區，加上或火災等突發情況，屏東水道的給水能力大於台灣的平均使用量。工程在1936年3月25日動工，1938年10月31日完工。屏東水道利用唧筒井將地下水揚升至30公尺高的配水塔，然後利用重力自然向下流動，其他設備還包含集水井、濾過池、氣曝池、唧筒室、唧筒井和水道事務所和宿舍。

## 管理
阿緱水道屬於高雄水道的附屬水道，阿緱水道同高雄水道原由台灣總督府土木局管理，其在1919年8月改由臺南廳管理，並在1920年9月台灣地方制度改正後改由高雄州管理。1925年4月，阿緱水道和高雄水道分別交由屏東市和高雄市管理營運，下淡水溪鐵橋東側的水道設施歸由屏東市役所管轄。